# Death Valley Days

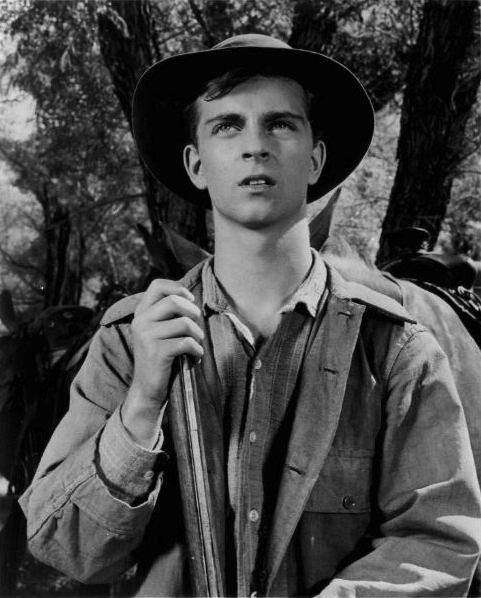
Tommy Rettig nell'episodio Davy's Friend trasmesso il 14 novembre 1962.

N.V.D.M. - Nella Valle della Morte (Death Valley Days) è una serie televisiva statunitense trasmessa per la prima volta in syndication nel corso di 18 stagioni dal 1952 al 1970.
È una serie di tipo antologico in cui ogni episodio rappresenta una storia a sé. Gli episodi sono storie di genere western e vengono presentati da Stanley Andrews (con il nome "The Old Ranger", stagioni 1-13), Ronald Reagan (stagione 14, apparve anche come interprete in 8 episodi dal 1964 al 1965), Robert Taylor (stagioni 15-17) e Dale Robertson (18ª e ultima stagione). Deriva da una serie radiofonica omonima trasmessa fino al 1945.

## Interpreti
La serie vede la partecipazione di numerosi attori cinematografici e televisivi, molti dei quali interpretarono diversi ruoli in più di un episodio.
- Gregg Palmer (13 episodi, 1956-1969)
- Roy Engel (12 episodi, 1959-1970)
- Jim Davis (10 episodi, 1953-1969)
- Michael Keep (10 episodi, 1962-1969)
- Lisa Gaye (10 episodi, 1960-1969)
- Ronald Reagan (9 episodi, 1964-1966)
- Hank Patterson (9 episodi, 1952-1967)
- Lane Bradford (8 episodi, 1954-1970)
- Patrick O'Moore (8 episodi, 1963-1970)
- Harry Lauter (8 episodi, 1953-1969)
- Ken Mayer (8 episodi, 1959-1969)
- Perry Cook (7 episodi, 1962-1967)
- Don Megowan (7 episodi, 1954-1970)
- James Seay (7 episodi, 1964-1970)
- David McLean (7 episodi, 1963-1970)
- Jack O'Shea (7 episodi, 1953-1959)
- Denver Pyle (7 episodi, 1953-1966)
- Herman Hack (7 episodi, 1954-1964)
- Gregg Barton (6 episodi, 1953-1966)
- William Schallert (6 episodi, 1955-1962)
- Phyllis Coates (6 episodi, 1952-1964)
- John Clarke (6 episodi, 1960-1968)
- Hal Baylor (6 episodi, 1962-1968)
- Bill Zuckert (6 episodi, 1963-1970)
- Lew Brown (6 episodi, 1963-1969)
- Jack Tornek (6 episodi, 1959-1965)
- Tristram Coffin (6 episodi, 1965-1970)
- Will Rogers Jr. (5 episodi, 1954-1958)
- Roy Barcroft (5 episodi, 1958-1968)
- Tom Skerritt (5 episodi, 1963-1968)
- George Mitchell (5 episodi, 1953-1964)
- Rodolfo Acosta (5 episodi, 1959-1965)
- Willard Sage (5 episodi, 1965-1968)
- I. Stanford Jolley (5 episodi, 1954-1959)
- Walter Brooke (5 episodi, 1963-1970)
- Jesse Pearson (5 episodi, 1964-1970)
- Mariette Hartley (5 episodi, 1965-1968)
- Brad Johnson (5 episodi, 1952-1960)
- Michael Hinn (5 episodi, 1962-1969)
- Don Collier (5 episodi, 1962-1967)
- Valentin de Vargas (5 episodi, 1964-1970)
- Dick Simmons (5 episodi, 1965-1969)
- William Boyett (5 episodi, 1954-1961)
- Stephen Chase (5 episodi, 1958-1962)
- Snub Pollard (5 episodi, 1953-1956)
- Richard Gilden (5 episodi, 1956-1966)
- Bing Russell (5 episodi, 1961-1969)
- Peter Whitney (5 episodi, 1961-1966)
- Robert J. Wilke (5 episodi, 1962-1966)
- Gilbert Green (5 episodi, 1963-1967)
- Royal Dano (5 episodi, 1965-1970)
- Ray Milland (4 episodi, 1959-1962)
- Chubby Johnson (4 episodi, 1968-1969)
- Hal Smith (4 episodi, 1952-1967)
- James Best (4 episodi, 1955-1964)
- Michael Pate (4 episodi, 1962-1966)
- Strother Martin (4 episodi, 1964-1967)
- Dale Robertson (4 episodi, 1968-1972)
- Arthur Space (4 episodi, 1952-1959)
- Charles Cooper (4 episodi, 1963-1966)
- John Alderson (4 episodi, 1964-1966)
- June Dayton (4 episodi, 1960-1970)
- Tyler McVey (4 episodi, 1961-1969)
- Robert Anderson (4 episodi, 1963-1969)
- Ken Scott (4 episodi, 1963-1968)
- Susan Brown (4 episodi, 1967-1970)
- Paul Sorensen (4 episodi, 1955-1969)
- Rusty Wescoatt (4 episodi, 1952-1959)
- Helen Brown (4 episodi, 1953-1958)
- Guy Wilkerson (4 episodi, 1952-1967)
- Gil Frye (4 episodi, 1952-1955)
- Virginia Lee (4 episodi, 1953-1958)
- Jimmy Noel (4 episodi, 1953-1957)
- Michael Vallon (4 episodi, 1954-1959)
- Duane Grey (4 episodi, 1956-1968)
- Joseph V. Perry (4 episodi, 1959-1970)
- John McLiam (4 episodi, 1961-1970)
- Patricia Huston (4 episodi, 1962-1968)
- Dub Taylor (4 episodi, 1962-1967)
- DeForest Kelley (4 episodi, 1962-1966)
- Aneta Corsaut (4 episodi, 1962-1965)
- Dick Foran (4 episodi, 1962-1965)
- Robert Robinson (4 episodi, 1963-1967)
- Sue Randall (4 episodi, 1963-1966)
- William Smith (4 episodi, 1969-1970)
- Nancy Hale (3 episodi, 1953-1958)
- George N. Neise (3 episodi, 1959-1970)
- Alvy Moore (3 episodi, 1962-1965)
- Russ Todd (3 episodi, 1954-1956)
- Burt Douglas (3 episodi, 1959-1965)
- Glase Lohman (3 episodi, 1953-1954)
- Bill Erwin (3 episodi, 1960-1964)
- Jeanne Cooper (3 episodi, 1954-1969)
- Paul Birch (3 episodi, 1959-1963)
- Sam Melville (3 episodi, 1968-1970)
- Claudia Barrett (3 episodi, 1954-1959)
- John Lupton (3 episodi, 1959-1962)
- Scott Graham (3 episodi, 1966-1970)
- Myron Healey (3 episodi, 1952-1961)
- Laurie Carroll (3 episodi, 1958-1959)
- Eleanor Berry (3 episodi, 1960-1963)
- Ed Peck (3 episodi, 1961-1966)
- Robert Yuro (3 episodi, 1965-1970)
- Bill Kennedy (3 episodi, 1954)
- Meg Wyllie (3 episodi, 1959-1962)
- Tom Peters (3 episodi, 1966-1970)
- Kay Stewart (3 episodi, 1954-1967)
- Raymond Guth (3 episodi, 1960-1970)
- Barbara Lang (3 episodi, 1955-1956)
- Steve Cory (3 episodi, 1967-1970)
- Fred Graham (3 episodi, 1966-1968)
- Byron Morrow (3 episodi, 1961-1969)
- Russell Johnson (3 episodi, 1961-1968)
- Robert Sorrells (3 episodi, 1962-1970)
- Ann McCrea (3 episodi, 1952-1960)
- Ralph Sanford (3 episodi, 1952-1955)
- Kathleen Case (3 episodi, 1953-1958)
- Percy Helton (3 episodi, 1953-1958)
- Frank Richards (3 episodi, 1953-1958)
- Ray Jones (3 episodi, 1953-1954)
- William Hudson (3 episodi, 1954-1958)
- Glenn Strange (3 episodi, 1954-1958)
- Regina Gleason (3 episodi, 1954-1956)
- Audrey Conti (3 episodi, 1956-1958)
- Anthony Caruso (3 episodi, 1958-1970)
- Nancy Rennick (3 episodi, 1958-1965)
- Pamela Duncan (3 episodi, 1958-1960)
- Buddy Roosevelt (3 episodi, 1959-1962)
- Harry Holcombe (3 episodi, 1960-1966)
- Herman Rudin (3 episodi, 1960-1966)
- H. M. Wynant (3 episodi, 1960-1961)
- Dennis Cross (3 episodi, 1961-1965)
- Gloria Talbott (3 episodi, 1961-1965)
- Eddie Quillan (3 episodi, 1961)
- Frank De Kova (3 episodi, 1962-1969)
- Eddie Firestone (3 episodi, 1962-1969)
- Grace Lee Whitney (3 episodi, 1962-1968)
- Eugene Iglesias (3 episodi, 1962-1963)
- Robert Colbert (3 episodi, 1963-1970)
- Anthony Costello (3 episodi, 1964-1966)
- Hedley Mattingly (3 episodi, 1964-1966)
- Irene Tedrow (3 episodi, 1965-1970)
- Rosemary DeCamp (3 episodi, 1965-1969)
- Paul Fix (3 episodi, 1965-1969)
- Jay Novello (3 episodi, 1965-1968)
- Rex Holman (3 episodi, 1965-1966)
- Tol Avery (3 episodi, 1966-1969)
- Paul Brinegar (3 episodi, 1966-1969)
- Bobby Byles (3 episodi, 1966-1968)
- William Gwinn (3 episodi, 1967-1970)
- Ned Romero (3 episodi, 1967-1970)

## Produzione
La serie, ideata da Ruth Woodman, fu prodotta da Filmaster Productions, Flying 'A' Productions, Madison Productions, McGowan Productions e United States Borax Corp.

### Registi
Tra i registi sono accreditati:
- Stuart E. McGowan in 84 episodi (1952-1958)
- Harmon Jones in 21 episodi (1963-1969)
- Tay Garnett in 18 episodi (1962-1966)
- Jack B. Hively in 16 episodi (1962-1970)
- Jean Yarbrough in 14 episodi (1967-1970)
- Hal Cooper in 8 episodi (1965-1968)
- Bud Townsend in 7 episodi (1960-1966)
- Lee Sholem in 7 episodi (1964-1965)
- Stephen Lord in 7 episodi (1968-1970)
- James Sheldon in 4 episodi (1959-1961)
- Sidney Salkow in 4 episodi (1962-1963)
- Paul Landres in 3 episodi (1959)
- Jack Shea in 3 episodi (1965-1969)
- Denver Pyle in 3 episodi (1967-1968)
- George Archainbaud in 2 episodi (1958-1959)
- Murray Golden in 2 episodi (1964)
- Edward Ludlum
- Frank McDonald

### Sceneggiatori
Tra gli sceneggiatori sono accreditati:
- Ruth Woodman in 113 episodi (1952-1963)
- Stephen Lord in 18 episodi (1962-1970)
- Budd Lesser in 14 episodi (1959-1961)
- Robert Hardy Andrews in 14 episodi (1963-1970)
- William Davis Jr. in 9 episodi (1967-1970)
- Harold E. Noble in 7 episodi (1963-1969)
- Herbert Purdom in 7 episodi (1966-1970)
- Jerry D. Lewis in 6 episodi (1964-1967)
- Dennis Whitcomb in 6 episodi (1966-1969)
- Kenneth Higgins in 5 episodi (1964-1968)
- John Alexander in 4 episodi (1960-1964)
- Barry Shipman in 4 episodi (1962-1963)
- Phyllis White in 4 episodi (1964-1969)
- Claire Whitaker in 4 episodi (1965-1969)

## Distribuzione
La serie fu trasmessa negli Stati Uniti dal 10 dicembre 1952 al 1970 in syndication.
In Italia, la serie fu inedita per molti anni, fino al 20 settembre 2007 quando Telecapri News lo trasmise la prima stagione tutti i giorni alle 19:20, per poi passare su Canale 21 che dal 21 dicembre 2010 al 4 luglio 2012 lo trasmise le stagioni 2-5 e l'ottava e nona stagione nel 2014 in fascia mattutina, per poi spostare su Super! che lo trasmette in prima visione la sesta e settima stagione dal 2013 e le stagioni 10-13 dal 2015, per poi tornare su Telecapri News dove vengono trasmesse repliche delle precedenti tredici stagioni, per poi trasmettere nel 2018 la quattordicesima stagione e dal 10 dicembre 2020 fino al 7 giugno 2021 le stagioni 15-18, tutti i giorni dopo la mezzanotte del giorno precedente.

## Episodi
| Stagione                 | Episodi | Prima TV USA | Prima TV Italia |  |
| ------------------------ | ------- | ------------ | --------------- |  |
| Prima stagione           | 18      | 1952-1953    | 2007            |  |
| Seconda stagione         | 18      | 1953-1954    | 2010-2011       |  |
| Terza stagione           | 18      | 1954-1955    | 2011            |  |
| Quarta stagione          | 21      | 1955-1956    | 2012            |  |
| Quinta stagione          | 17      | 1956-1957    | 2012            |  |
| Sesta stagione           | 25      | 1957-1958    | 2013            |  |
| Settima stagione         | 33      | 1958-1959    | 2014            |  |
| Ottava stagione          | 38      | 1959-1960    | 2014            |  |
| Nona stagione            | 30      | 1960-1961    | 2014            |  |
| Decima stagione          | 26      | 1961-1962    | 2015            |  |
| Undicesima stagione      | 26      | 1962-1963    | 2015            |  |
| Dodicesima stagione      | 26      | 1963-1964    | 2015            |  |
| Tredicesima stagione     | 26      | 1964-1965    | 2015            |  |
| Quattordicesima stagione | 26      | 1965-1966    | 2018            |  |
| Quindicesima stagione    | 26      | 1966-1967    | 2020-2021       |  |
| Sedicesima stagione      | 26      | 1967-1968    | 2021            |  |
| Diciassettesima stagione | 26      | 1968-1969    | 2021            |  |
| Diciottesima stagione    | 26      | 1969-1970    | 2021            |  |